# Djougou (kommun)
Djougou är en kommun i Benin.   Den ligger i departementet Donga, i den centrala delen av landet, 400 km norr om huvudstaden Porto-Novo. Antalet invånare är 267 812.
Orter i kommunen är Barei, Barienou, Belfoungou, Bougou, Djougou, Kolokondé, Onklou, Patargo, Pelebina och Serou.

## Administrativ indelning
Kommunen är indelad i tolv arrondissement:
- Barei
- Barienou
- Belfoungou
- Bougou
- Djougou I¹
- Djougou II¹
- Djougou III¹
- Kolokondé
- Onklou
- Patargo
- Pelebina
- Serou

¹Djougous centralort består av tre arrondissement.